# Medell

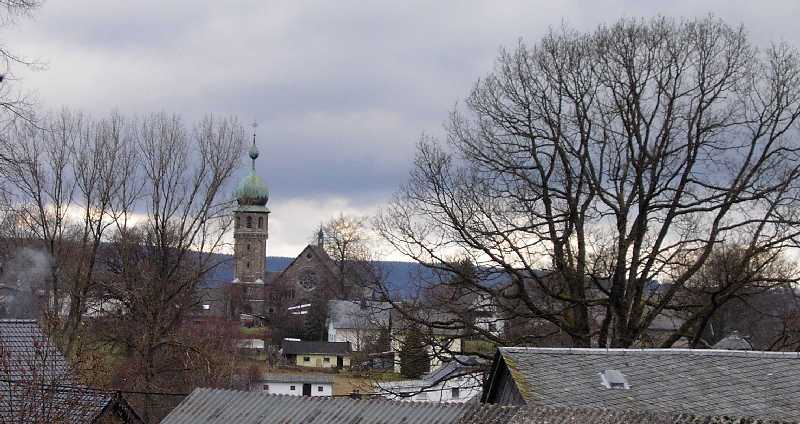
Medell

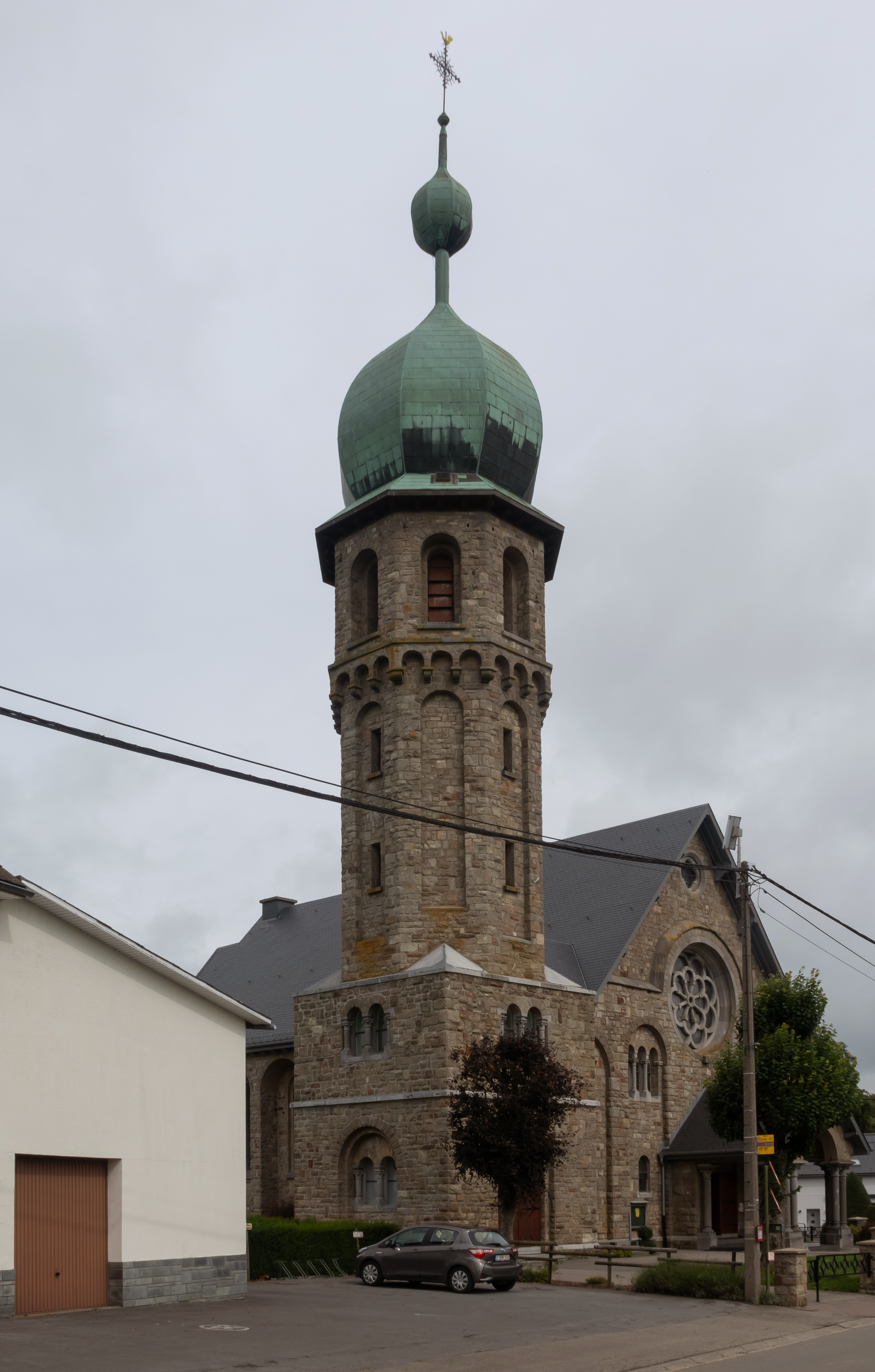
Kirche von Henri Cunibert.

Medell ist ein Dorf in der Gemeinde Amel in der Deutschsprachigen Gemeinschaft Belgiens. Mit 525 Einwohnern (Dezember 2024) gehört Medell zu den größeren Ortsteilen der Gemeinde Amel.

## Geografie
Medell liegt fünf Kilometer südlich des Ameler Kernorts und sieben Kilometer nordöstlich der Stadt Sankt Vith. Unmittelbar östlich des Ortes schließt sich Meyerode an.

## Geschichte
Medell, was so viel heißt wie „im Tal“ (im Dell), ist vermutlich ebenso wie das Nachbardorf Meyerode in der Zeit zwischen dem 10. und dem 14. Jahrhundert entstanden. Damals wurden Siedlungsplätze in der vegetationsreichen Gegend gerodet. Eine erste urkundliche Erwähnung der Ortschaft erfolgte allerdings erst 1451. Im Jahre 1525 war Medell mit zehn Feuerstätten eine der größten Ortschaften im Hofe Amel, während Born lediglich sechs und Amel sogar nur vier Feuerstellen zählte. Medell wurde 1977 als Teil der damaligen Gemeinde Meyerode in die Gemeinde Amel eingemeindet.